# Mangora morona
Mangora morona là một loài nhện trong họ Araneidae.
Loài này thuộc chi Mangora. Mangora morona được Herbert Walter Levi miêu tả năm 2007.